# محمد ماهر
محمد ماهر (مواليد 26 مايو 1992) هو لاعب كرة يد مصري للجزيرة والمنتخب المصري.
مثل مصر في بطولة العالم لكرة اليد للرجال 2019.  